# Euphorbia sharmae
Euphorbia sharmae är en törelväxtart som beskrevs av Upendra Chandra Bhattacharyya. Euphorbia sharmae ingår i släktet törlar, och familjen törelväxter. Inga underarter finns listade i Catalogue of Life.